# Agrosteella cheni
Agrosteella cheni is een keversoort uit de familie bladkevers (Chrysomelidae). De wetenschappelijke naam van de soort werd in 2002 gepubliceerd door Ge, Wang, Yang & Li.